# Günter Kutowski
Günter „Kutte“ Kutowski (* 2. August 1965 in Paderborn) ist ein ehemaliger deutscher Fußballspieler.

## Karriere
Der kampfstarke Defensivspieler Günter Kutowski kam 1984 über den SV Sande und 1. FC Paderborn zu Borussia Dortmund. Dort absolvierte Kutowski in den Saisons 84/85 bis 95/96 insgesamt 288 Bundesligaspiele für den BVB, was bis heute Platz 8 in der Liste der Rekordspieler für diesen Verein bedeutet.
Der größte Erfolg seiner Karriere war der Sieg im DFB-Pokal 1989 am 24. Juni 1989 in Berlin gegen Werder Bremen. Kutowski war in dieser Spielzeit Stammspieler und seine Mannschaft gewann mit 4:1.
Bekannt ist Kutowski außerdem für seinen Einsatz im Hinspiel der dritten Runde des UEFA-Pokal 1992/93 zwischen Borussia Dortmund und Real Saragossa, als er nach einem Zweikampf mit Andi Brehme das Spiel mit einem blutdurchtränkten Kopfverband beenden musste.
In den Spielzeiten 1994/95 und 1995/96, als Dortmund zweimal Deutscher Meister wurde, wurde Günter Kutowski bereits nur noch sporadisch eingesetzt. Im neu formierten Starensemble von Trainer Ottmar Hitzfeld liefen ihm Spieler wie Júlio César oder Jürgen Kohler den Rang ab und Kutowski war nur noch Ersatzspieler mit elf Liga-Einsätzen. Kutowski stand bis 1996 in Dortmund unter Vertrag und erhielt bei 288 Bundesliga-Einsätzen 53 Gelbe Karten und eine Rote Karte. Er erzielte in diesen zwölf Jahren drei Tore.
Im Anschluss wechselte Kutowski zurück zum 1. FC Paderborn, bei dem er bereits in seiner Jugend gespielt und der sich in der Zwischenzeit mit dem TuS Schloß Neuhaus zum TuS Paderborn-Neuhaus zusammengeschlossen hatte. Aufgrund von finanziellen Schwierigkeiten des Vereins wechselte er jedoch bereits zur Winterpause 1996/1997 auf Leihbasis für ein halbes Jahr in die 2. Bundesliga zu Rot-Weiss Essen. Er kam dort auf sieben Einsätze.
Anschließend kehrte er zurück zum TuS Paderborn-Neuhaus, der sich in der Zwischenzeit zum SC Paderborn 07 umbenannt hatte. Dort kam er zwischen 1997 und 2001 auf 112 Spiele (5 Tore), davon den Großteil in der damaligen Regionalliga West/Südwest, welche zu der Zeit die dritthöchste Spielklasse war. Eigentlich war Kutowski schon im Sommer 2000 bereit seine Karriere zu beenden, da er jedoch mit dem SC Paderborn am Ende der Saison 1999/2000 überraschend in die Oberliga Westfalen abgestiegen war, absolvierte er auch noch die nachfolgende Saison. In dieser letzten Spielzeit gelang ihm mit Paderborn durch den Gewinn der Meisterschaft der Oberliga West der sofortige Wiederaufstieg in die Regionalliga.

## Sonstiges
Seit der Beendigung seiner aktiven Karriere als Fußballer arbeitet Kutowski als Spielervermittler. Er ist mindestens seit 2010 Teamchef der Traditionsmannschaft von Borussia Dortmund. Kutowski ist außerdem stellvertretender Vorsitzender im Ältestenrat des BVB.
Kutowski ist Vater von zwei Kindern.

## Erfolge
Borussia Dortmund:
- Deutscher Pokalsieger 1988/89
- Deutsche Meisterschaft 1994/95 und 1995/96

SC Paderborn 07:
- Meister der Oberliga Westfalen und Aufstieg in die Regionalliga Nord: 2000/01